# Ahmed Mohamedi
Ahmed Mohamedi (17 de noviembre de 1992) es un deportista argelino que compitió en judo. Ganó una medalla de plata en el Campeonato Africano de Judo de 2013 en la categoría de –66 kg.

## Palmarés internacional
| Campeonato Africano | Campeonato Africano | Campeonato Africano | Campeonato Africano |
| Año                 | Lugar               | Medalla             | Categoría           |
| ------------------- | ------------------- | ------------------- | ------------------- |
| 2013                | Maputo (Mozambique) | Medalla de plata    | –66 kg              |